# Die Elefantenflüsterer
Die Elefantenflüsterer (Originaltitel The Elephant Whisperers) ist ein indischer Dokumentar-Kurzfilm auf Tamilisch von Kartiki Gonsalves. Der Film über ein indisches Paar, das sich aufopferungsvoll um junge Elefanten kümmert, wurde bei den 95. Academy Awards mit einem Oscar in der Sparte „Bester Dokumentar-Kurzfilm“ ausgezeichnet.
Der Film ist seit dem 8. Oktober 2022 bei Netflix abrufbar.

## Inhalt
Raghu ist ein verwaistes Elefantenbaby, das von Bomman und Bellie, die im Süden von Indien leben, aufopferungsvoll umsorgt wird. Es ist nicht das erste Elefantenbaby, das das tamilische Paar umhegt. Als man Raghu fand, war er schwer unterernährt, verletzt und hatte Bisse, die wohl von streunenden Hunden herrührten. Es gab viele Zweifler, die meinten, er könne es sowieso nicht schaffen. Bomman und Bellie wollten das Tier jedoch keinesfalls aufgeben und übernahmen die Verantwortung für Raghu. Sie verbrachten abwechselnd fast jeden wachen Moment ihres Lebens damit, bei Raghu zu sein und ihn spüren zu lassen, dass er nicht allein ist. Bellie war zu der Zeit übrigens die einzige Frau im Camp, die im Elefantendienst eingesetzt wurde.
Leider ist es so, dass viele der Elefanten, besonders wenn sie sehr jung sind, es trotz aller menschlichen Zuwendung nicht schaffen, zu überleben. Sobald die Bindung zwischen Mensch und Elefant zu echter Zuneigung heranwächst, hat das junge Tier gute Chancen, auch ohne seine natürliche Familie zu überleben. Elefanten können sehr wohl eine emotionale Bindung zu Menschen aufbauen, wobei ihnen auch ihr gutes Gedächtnis hilft, zudem sind die Tiere sehr intelligent. 
Bellie, die in ihrem Leben mit vielen Verlusten fertigwerden musste, erzählte, dass ihr Leben sich ab dem Zeitpunkt positiv verändert habe, ab dem sie sich um Elefanten kümmerte. Bellie erwähnt im Film ihre Tochter, die eines grauenhaften Todes gestorben, und dass es Raghu gewesen sei, der ihre Tränen sanft mit seinem Rüssel weggewischt habe. Alle würden sie jetzt als Elefantenmutter bezeichnen, und das mache sie stolz. Für sie sei Raghu ihr „Sohn“. An ihm sei alles wie bei einem Menschen, dass er nicht sprechen könne, sei dabei unerheblich. Für Bomman ist Raghu ein Geschenk Gottes.
Die Ankunft eines weiteren Elefantenbabys, das von seiner Herde im Wald zurückgelassen wurde, bringt zwar die Welt von Raghu und damit auch die von Bomman und Bellie etwas durcheinander, kann sie aber nicht nachhaltig stören. Raghu und Ammu lernen, dass sie miteinander auskommen müssen, weil dadurch ihrer aller Leben leichter ist.  

## Produktionsnotizen

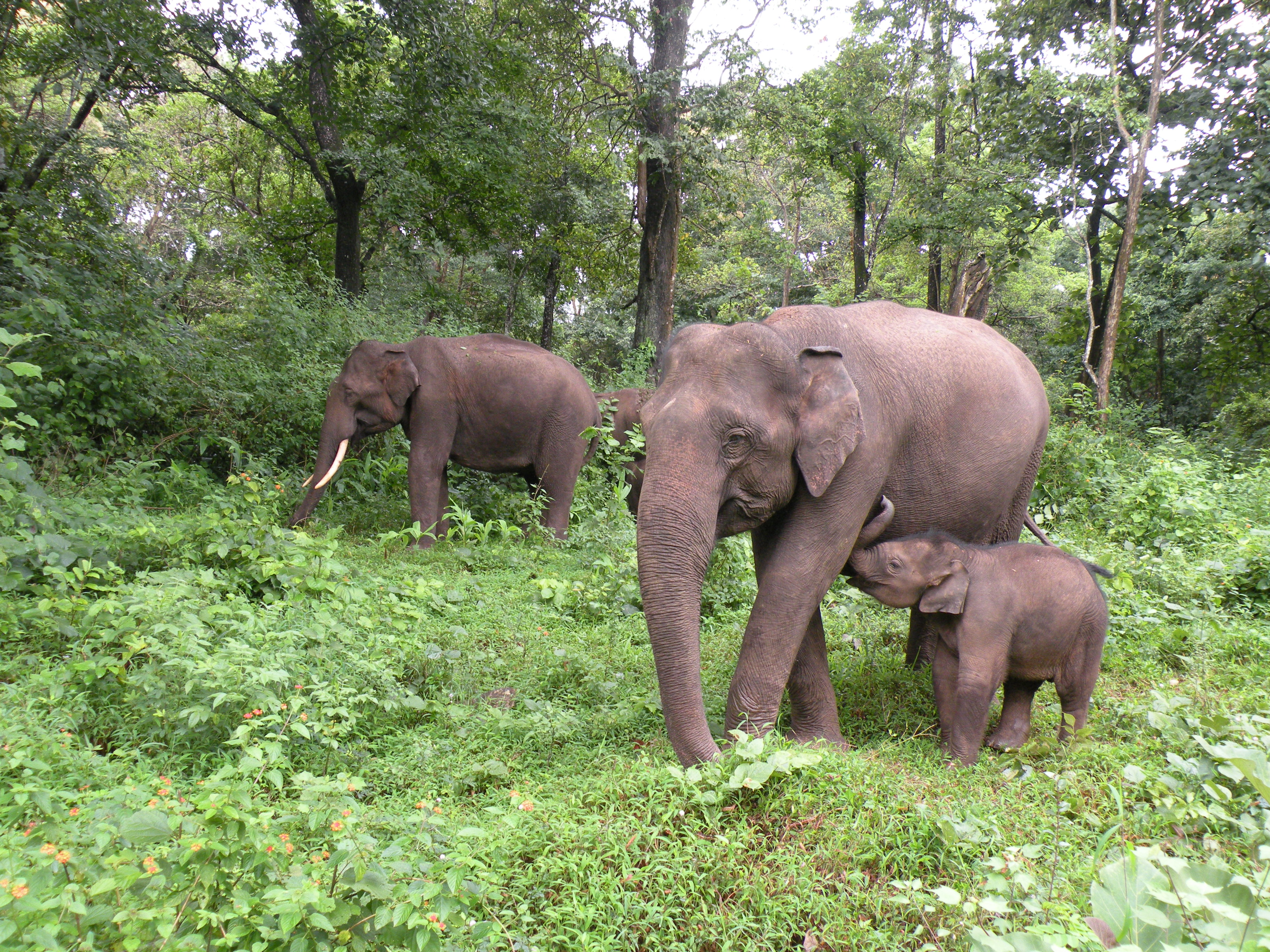
Asiatische Elefantenfamilie

Der von Sikhya Entertainment produzierte Film wurde 2019 im Theppakadu-Elefantencamp gedreht und richtet sein Augenmerk in erster Linie auf den jungen Elefanten Raghu. Das Elefantencamp befindet sich im indischen Bundesstaat Tamil Nadu und dort im Mudumalai-Nationalpark. Gegründet wurde das Camp um etwa 1880 und gehörte damit zu den ersten seiner Art in ganz Asien. Das Camp bietet den Asiatischen Elefanten den weltweit größten zusammenhängenden wilden Lebensraum. 

## Rezeption

### Kritik
Jaschar Marktanner bewertete den Film bei film-rezensionen und stellte fest, dass „die Landschaft fast schon einen Freifahrtschein für schöne Bilder“ liefere. Da gäbe es eigentlich nicht „viel falsch zu machen“. Denn, „jeder, der eine Kamera einschalten und auf den Aufnahmeknopf drücken“ könne, werde „hier wohl mit beeindruckendem Material aufwarten können“. In „Kombination mit der dezenten Musik im Hintergrund“ werde der Film „beinahe zu einem meditativen Erlebnis“. Fazit: „In ‚Die Elefantenflüsterer‘ lernen wir den Alltag eines indischen Elefantencamps kennen, in welchem sich die sanften Giganten frei bewegen können. Das ist ein Muss für Tierdokuenthusiasten und immer noch eine klare Einschaltempfehlung für alle anderen.“
Bei ABC-Entertainment war zu lesen, dass dies eine wunderschöne Geschichte über das Leben von Bomman und Bellie und ihrer „Kinder“ Raghu und Ammu sei. Der Dokumentarfilm drehe sich nicht nur um ihre Familie, sondern fange auch die betörende Schönheit des Westghats (ein Gebirge im Westen Indiens) und ihrer dichten Shola-Wälder in Mudumalai ein, der Landschaft mit dem größten zusammenhängenden Lebensraum für Asiatische Elefanten. Im Film werde auch auf den Stamm der Kattunayakan verwiesen, stolze Waldbewohner, die ihre Umwelt nicht ausbeuteten, sondern sich nur nähmen, was sie brauchten, im Gegensatz zu den Menschen, denen Konsum über alles gehe. Das Tempo der Geschichte, die Kinematographie und der Schnitt sowie die Hintergrundmusik würden sich gut ergänzen.
Sneha Jaiswal führte bei Abstract AF! aus, dass die Netflix-Dokumentation The Elephant Whisperers sich vor dem herrlich grünen Cover des Theppakdu-Elefantencamps in Tamil Nadu abspiele, bei der es sich um eine brillant aufgenommene Geschichte handele. Der Dokumentarfilm sei frei von Schnickschnack, was ihn zu einem prächtigen visuellen Leckerbissen mache.

### Auszeichnungen
DOC NYC 2022
- Nominierung für den Shorts Competition für Kartiki Gonsalves und Sikhya Entertainment in der Kategorie „Bester Dokumentar-Kurzfilm“

Gold List 2022
- Nominierung für den Honorable Mention für Kartiki Gonsalves und Sikhya Entertainment in der Kategorie „Bester Dokumentar-Kurzfilm“

International Documentary Association 2023
- Nominierung für den IDA Award für Kartiki Gonsalves und Sikhya Entertainment in der Kategorie „Bester Dokumentar-Kurzfilm“

Oscarverleihung 2023
- Kartiki Gonsalves und Guneet Monga erhielten einen Oscar für und mit dem Film in der Kategorie „Bester Dokumentar-Kurzfilm“